# Galatasaray Spor Kulübü 2022-2023 (pallavolo maschile)
Questa voce raccoglie le informazioni riguardanti il Galatasaray Spor Kulübü nelle competizioni ufficiali della stagione 2022-2023.

## Stagione
Il Galatasaray Spor Kulübü disputa la stagione 2022-23 con la denominazione sponsorizzata Galatasaray HDI Sigorta.
In Efeler Ligi ottiene un sesto posto in regular season, accedendo ai play-off per il quinto posto: dopo aver superato in semifinale il Türşad, vince anche la finale contro il Bursa BB. In Coppa di Turchia approda fino ai quarti di finale, sconfitto dallo Ziraat Bankası.
A livello internazionale è di scena in Coppa CEV, venendo estromesso dal torneo ai play-off, sconfitto dai polacchi dello Skra Bełchatów.

## Organigramma societario
Area direttiva
- Presidente: Dursun Özbek

Area tecnica
- Allenatore: Umut Çakır
- Allenatore in seconda: Hüseyin Gültekin
- Assistente allenatore: Osman Çakıray
- Scoutman: Mertcan Kır

## Rosa
| N° | Nome                | Ruolo | Data di nascita   | Nazionalità sportiva |
| -- | ------------------- | ----- | ----------------- | -------------------- |
| 1  | Selçuk Keskin       | P     | 15 gennaio 1982   | Turchia              |
| 3  | Melih Sıratça       | S     | 12 febbraio 1996  | Turchia              |
| 4  | Burak Güngör        | S     | 28 luglio 1993    | Turchia              |
| 5  | Beytullah Hatipoğlu | L     | 24 febbraio 1992  | Turchia              |
| 6  | Thomas Edgar        | O     | 21 giugno 1989    | Australia            |
| 7  | Orçun Ergün         | P     | 24 maggio 1992    | Turchia              |
| 8  | Onurcan Çakır       | L     | 27 settembre 1995 | Turchia              |
| 9  | Hakkı Çapkınoğlu    | C     | 20 luglio 1990    | Turchia              |
| 10 | Aykut Acar          | C     | 14 febbraio 2000  | Turchia              |
| 11 | Hakan Uygunoğlu     | P     | 8 gennaio 2002    | Turchia              |
| 12 | Morteza Sharifi     | S     | 27 maggio 1999    | Iran                 |
| 13 | Oğuzhan Karasu      | C     | 16 giugno 1995    | Turchia              |
| 14 | Selim Kalaycı       | O     | 12 febbraio 2000  | Turchia              |
| 15 | Emir Öztürk         | C     | 20 dicembre 2000  | Turchia              |
| 16 | Onur Günaydı        | S     | 28 settembre 2002 | Turchia              |
| 19 | Yasin Aydın         | S     | 11 luglio 1995    | Turchia              |
| 29 | Fatih Uğur          | C     | 1º gennaio 1990   | Turchia              |

## Statistiche

### Statistiche di squadra
| Competizione     | Punti | In casa | In casa | In casa | In trasferta | In trasferta | In trasferta | Totale | Totale | Totale |
| Competizione     | Punti | G       | V       | P       | G            | V            | P            | G      | V      | P      |
| ---------------- | ----- | ------- | ------- | ------- | ------------ | ------------ | ------------ | ------ | ------ | ------ |
| Efeler Ligi      | 46    | 15      | 11      | 4       | 16           | 9            | 7            | 31     | 20     | 11     |
| Coppa di Turchia | 7     | 0       | 0       | 0       | 1            | 0            | 1            | 4      | 2      | 2      |
| Coppa CEV        | -     | 3       | 1       | 2       | 3            | 2            | 1            | 6      | 3      | 3      |
| Totale           | -     | 18      | 12      | 6       | 20           | 11           | 9            | 41     | 25     | 16     |

G = partite giocate; V = partite vinte; P = partite perse

### Statistiche dei giocatori
| Giocatore     | Campionato | Campionato | Campionato | Campionato | Campionato | Coppa di Turchia | Coppa di Turchia | Coppa di Turchia | Coppa di Turchia | Coppa di Turchia | Coppa CEV | Coppa CEV | Coppa CEV | Coppa CEV | Coppa CEV | Totale | Totale | Totale | Totale | Totale |
| Giocatore     | P          | PT         | AV         | MV         | BV         | P                | PT               | AV               | MV               | BV               | P         | PT        | AV        | MV        | BV        | P      | PT     | AV     | MV     | BV     |
| ------------- | ---------- | ---------- | ---------- | ---------- | ---------- | ---------------- | ---------------- | ---------------- | ---------------- | ---------------- | --------- | --------- | --------- | --------- | --------- | ------ | ------ | ------ | ------ | ------ |
| A. Acar       | 12         | 5          | 4          | 0          | 1          | 3                | 6                | 5                | 0                | 1                | 5         | 2         | 2         | 0         | 0         | 20     | 13     | 11     | 0      | 2      |
| Y. Aydın      | 27         | 145        | 118        | 24         | 3          | 4                | 16               | 13               | 2                | 1                | 6         | 54        | 42        | 7         | 5         | 37     | 215    | 173    | 33     | 9      |
| O. Çakır      | 21         | 0          | 0          | 0          | 0          | 3                | 0                | 0                | 0                | 0                | 5         | 0         | 0         | 0         | 0         | 29     | 0      | 0      | 0      | 0      |
| H. Çapkınoğlu | 10         | 44         | 27         | 13         | 4          | 3                | 10               | 6                | 2                | 2                | 5         | 16        | 12        | 4         | 0         | 18     | 70     | 45     | 19     | 6      |
| T. Edgar      | 30         | 631        | 538        | 46         | 47         | 4                | 91               | 83               | 6                | 2                | 6         | 108       | 103       | 3         | 2         | 40     | 830    | 724    | 55     | 51     |
| O. Ergün      | 25         | 29         | 6          | 18         | 5          | 4                | 4                | 1                | 2                | 1                | 5         | 8         | 3         | 2         | 3         | 34     | 41     | 10     | 22     | 9      |
| O. Günaydı    | 6          | 10         | 7          | 2          | 1          | 2                | 7                | 6                | 0                | 1                | 2         | 11        | 9         | 1         | 1         | 10     | 28     | 22     | 3      | 3      |
| B. Güngör     | 25         | 203        | 167        | 20         | 16         | 1                | 0                | 0                | 0                | 0                | 5         | 29        | 23        | 1         | 5         | 31     | 232    | 190    | 21     | 21     |
| B. Hatipoğlu  | 30         | 0          | 0          | 0          | 0          | 4                | 0                | 0                | 0                | 0                | 6         | 0         | 0         | 0         | 0         | 40     | 0      | 0      | 0      | 0      |
| S. Kalaycı    | 10         | 9          | 8          | 1          | 0          | 1                | 0                | 0                | 0                | 0                | 3         | 8         | 7         | 1         | 0         | 14     | 17     | 15     | 2      | 0      |
| O. Karasu     | 29         | 183        | 115        | 51         | 17         | 4                | 31               | 15               | 10               | 6                | 6         | 50        | 30        | 18        | 2         | 39     | 264    | 160    | 79     | 25     |
| S. Keskin     | 24         | 80         | 28         | 43         | 9          | 4                | 9                | 4                | 4                | 1                | 5         | 14        | 5         | 8         | 1         | 33     | 103    | 37     | 55     | 11     |
| E. Öztürk     | 24         | 124        | 86         | 30         | 8          | 1                | 3                | 2                | 1                | 0                | 5         | 19        | 12        | 5         | 2         | 30     | 146    | 100    | 36     | 10     |
| M. Sharifi    | 29         | 441        | 363        | 30         | 48         | 4                | 67               | 56               | 5                | 6                | 4         | 52        | 46        | 2         | 4         | 37     | 560    | 465    | 37     | 58     |
| M. Sıratça    | 1          | 0          | 0          | 0          | 0          | 2                | 22               | 19               | 3                | 0                | 0         | 0         | 0         | 0         | 0         | 3      | 22     | 19     | 3      | 0      |
| F. Uğur       | 7          | 27         | 17         | 10         | 0          | -                | -                | -                | -                | -                | -         | -         | -         | -         | -         | 7      | 27     | 17     | 10     | 0      |
| H. Uygunoğlu  | 0          | 0          | 0          | 0          | 0          | -                | -                | -                | -                | -                | -         | -         | -         | -         | -         | 0      | 0      | 0      | 0      | 0      |

P = presenze; PT = punti totali; AV = attacchi vincenti; MV = muri vincenti; BV = battute vincenti